# Ferrex
Ferrex was volgens de legende, zoals beschreven door Geoffrey of Monmouth, troonpretendent van de Britse kroon. Hij was een van de zonen van Gorboduc en Judon.
Toen Gorboduc oud werd vochten Ferrex en zijn broer Porrex om de troonopvolging. Ferrex vluchtte naar Gallië, waar hij de hulp inriep van de Frankische koning Suhard. In de oorlog die daar op volgde kwam Ferrex om het leven, en het Gallische leger werd vernietigd. Porrex riep zichzelf uit tot koning, maar Judon wraakte Ferrex' dood door Porrex te vermoorden, waarna de Burgeroorlog der vijf koningen uitbrak.